# Patuxent
Patuxent River – rzeka w amerykańskim stanie Maryland. Przy ujściu rzeki do zatoki Chesapeake znajduje się baza lotnicza Naval Air Station Patuxent River.